# هاناهان (کارولینای جنوبی)
هنهن(به انگلیسی: Hanahan) شهری در ایالت کارولینای جنوبی کشور ایالات متحده آمریکا است که جمعیت آن در سرشماری سال ۲۰۱۰ میلادی، ۱۷٬۹۹۷ نفر بوده‌است.

## نگارخانه

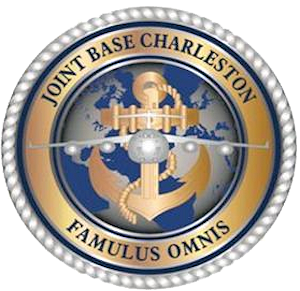
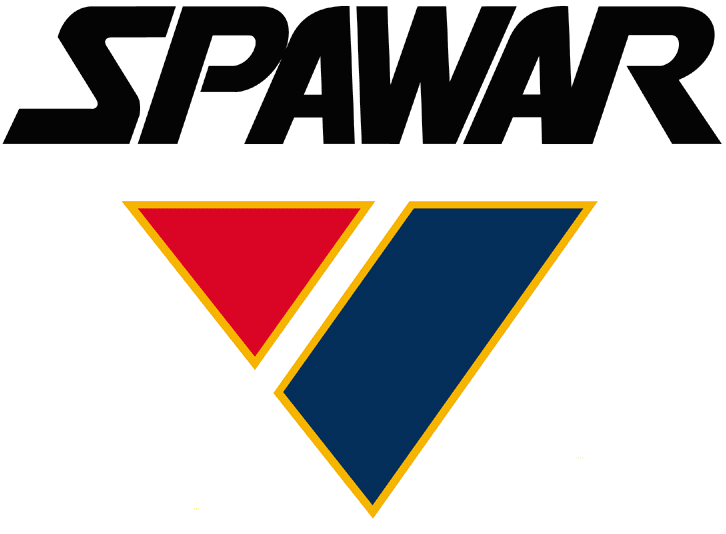
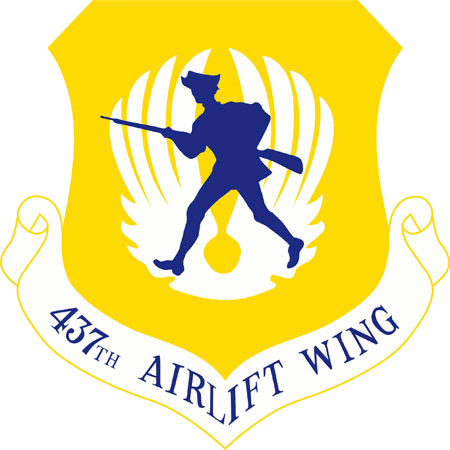
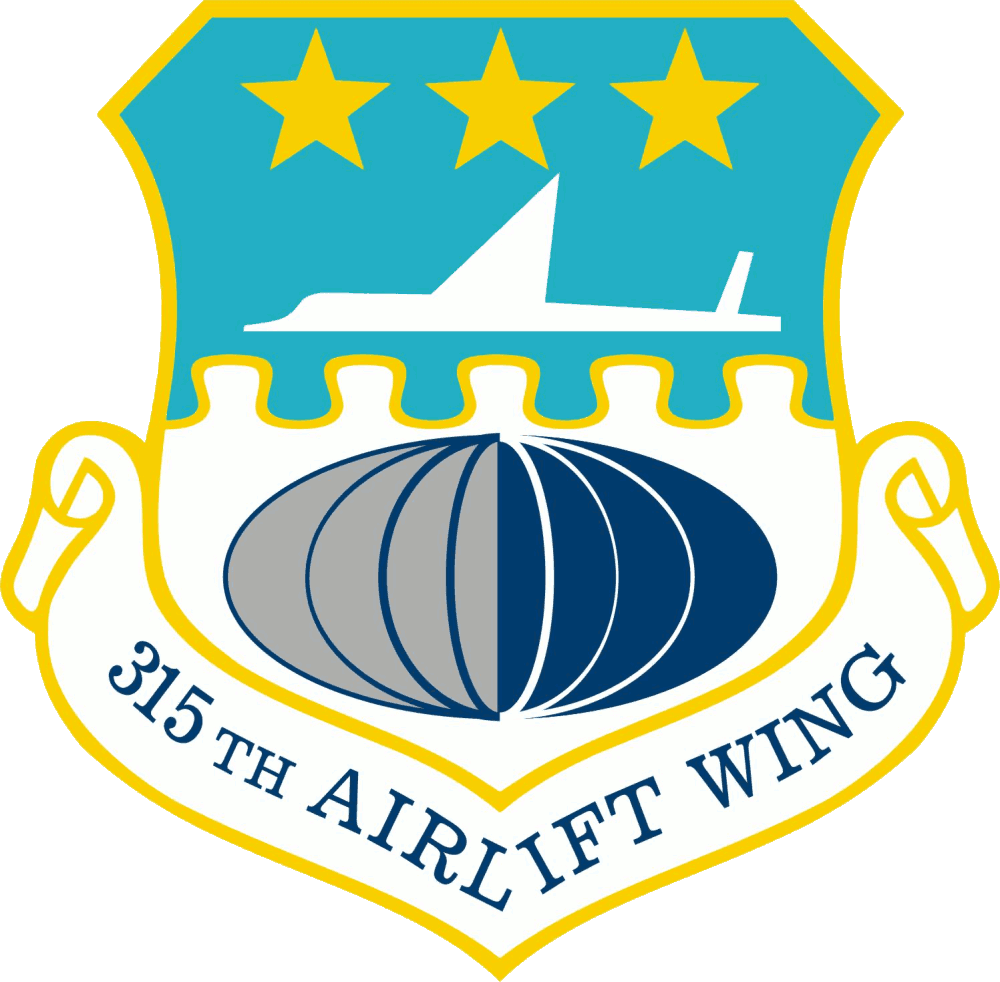
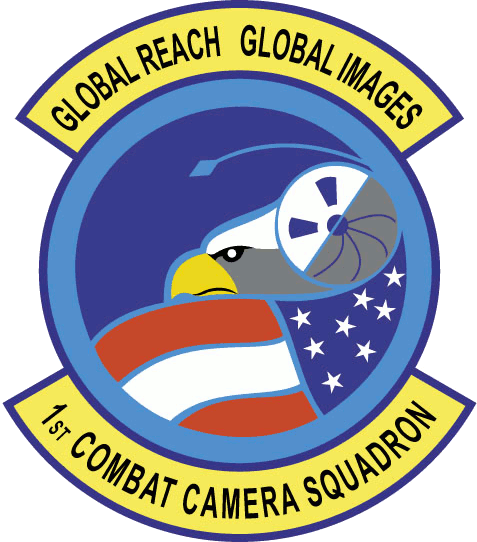
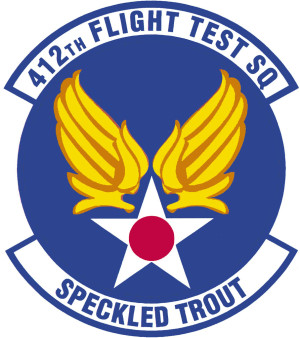